# Cryptocarya rubiginosa
Cryptocarya rubiginosa là loài thực vật có hoa trong họ Nguyệt quế. Loài này được Griff. miêu tả khoa học đầu tiên năm 1854.